# 皮納福爾冰磧
76°53′S 159°26′E / 76.883°S 159.433°E
皮納福爾冰磧（Pinafore Moraine），是南極洲的冰磧，位於奧次地，從卡拉佩斯冰原島峰向東北面延伸，在1964年由新西蘭的研究隊勘察，現時由南極條約體系管理。